# Pellenes mimicus
Pellenes mimicus är en spindelart som beskrevs av Embrik Strand 1906. Pellenes mimicus ingår i släktet Pellenes och familjen hoppspindlar. Inga underarter finns listade i Catalogue of Life.